# Matějovice (Rusín)
Matějovice (německy Matzdorf) je malá vesnice, část obce Rusín v okrese Bruntál. Nachází se asi 2,5 km na sever od Rusínu.
Matějovice je také název katastrálního území o rozloze 3,77 km2.

## Vývoj počtu obyvatel
Počet obyvatel Matějovic podle sčítání nebo jiných úředních záznamů:
| Rok            | 1869 | 1880 | 1890 | 1900 | 1910 | 1921 | 1930 | 1950 | 1961 | 1970 | 1980 | 1991 | 2001 |
| -------------- | ---- | ---- | ---- | ---- | ---- | ---- | ---- | ---- | ---- | ---- | ---- | ---- | ---- |
| Počet obyvatel | 348  | 362  | 327  | 295  | 257  | 245  | 253  | 134  | 88   | 64   | 43   | 21   | 22   |

1. ↑  z toho: 2 Čechoslováci, 244 Němců; 253 řím. kat.

V Matějovicích je evidováno 18 adres, vesměs čísla popisná (trvalé objekty). Při sčítání lidu roku 2001 zde bylo napočteno 15 domů, z toho 6 trvale obydlených.

## Doprava
Ve vsi se nachází silniční hraniční přechod Matějovice – Tarnkowa do Polska.